# 中国农业工程学会
中国农业工程学会是中华人民共和国农业工程科技工作者组成的群众性学术团体，是中国科学技术协会主管的社会团体，1979年11月成立。